# U 459 (Kriegsmarine)

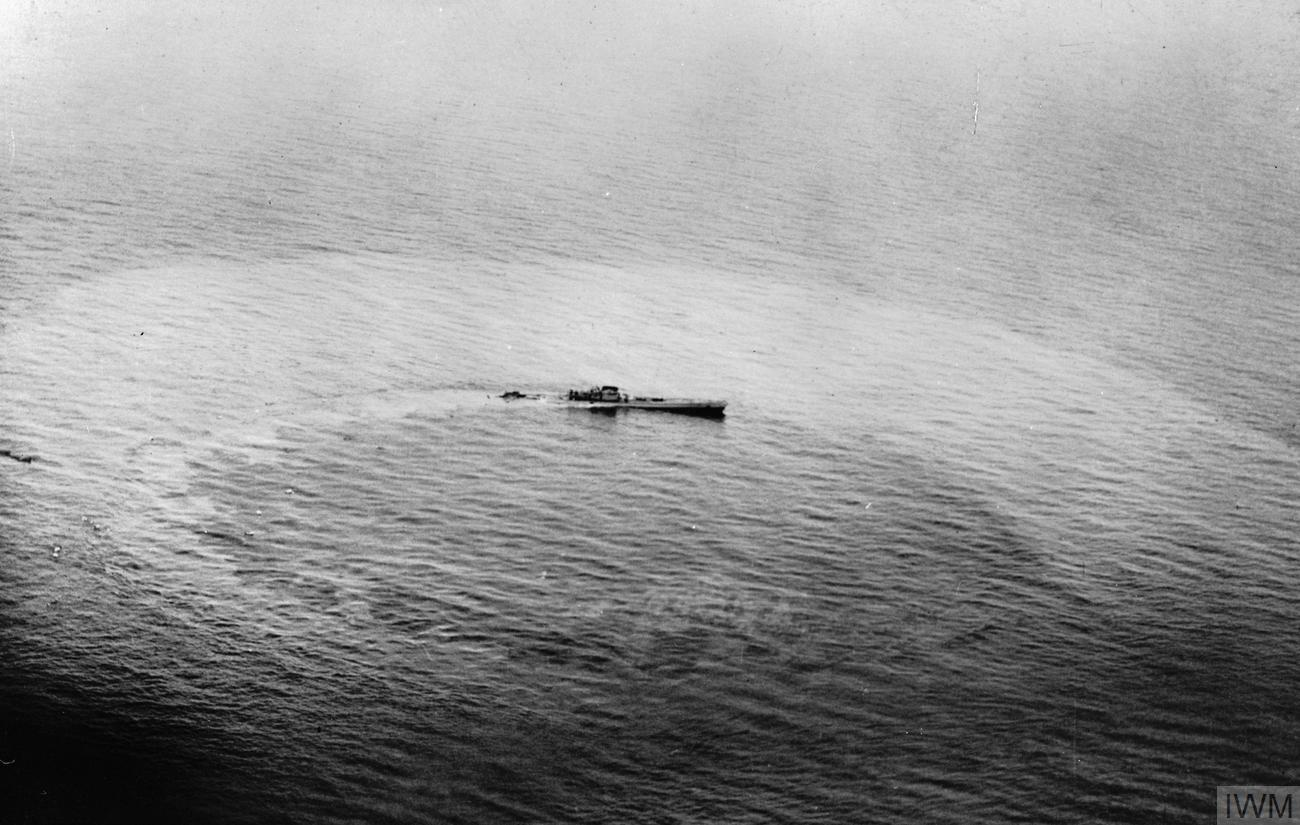
U 459 beschadigd na aanval op 24 juli 1943.

De U 459 was een U-boot-tanker van het type XIV van de Duitse Kriegsmarine tijdens de Tweede Wereldoorlog. Korvetkapitein Georg von Wilamowitz-Möllendorf was de eerste commandant van de U 459.

## Geschiedenis
De U 459 verrichtte op 22 april de eerste opdracht door de U 108 van commandant Scholtz van stookolie, proviand en torpedo's te voorzien.

## GebeurtenisU 459
30 mei 1943 - De U-boot-tanker schoot een Brits vliegtuig neer op die dag. (British Whitley Aircraft, Squadron 10 OTU/N).

## Ondergang
De U-boot-tanker werd zelf tot zinken gebracht op 24 juli 1943, nadat hij werd aangevallen door twee Britse Vickers Wellington-vliegtuigen (Squadron 172/Q & 547/V) nabij Kaap Ortegal, Spanje, in positie 45° 53′ 0″ NB, 10° 38′ 0″ WL.
Er vielen negentien doden, waaronder hun commandant Georg von Wilamowitz-Möllendorf, maar 41 manschappen overleefden het bombardement. De U-bootbemanning schoot een Vickers Wellington neer.